# 贡山三尖杉
贡山三尖杉（学名：Cephalotaxus lanceolata）是三尖杉科三尖杉属的植物。分布于缅甸以及中国大陆的云南贡山等地，生长于海拔1,900米的地区，一般生于河边阔叶林中，目前尚未由人工引种栽培。